# Call of Duty: Modern Warfare II
Call of Duty: Modern Warfare II är ett datorspel till Microsoft Windows, Playstation 4, Playstation 5, Xbox One samt Xbox Series X och S. Spelet är utvecklat av Infinity Ward och utgivet av Activision. Det är en uppföljare till Call of Duty: Modern Warfare från 2019 och är det 19:e spelet i Call of Duty-serien. Spelet släpptes 28 oktober 2022.

## Spelupplägg
Spelupplägget har förnyats med spelets AI och fysik i spelets kampanjläge och samarbetsbaserade spelarläge.

## Handling
Spelet utspelar sig efter händelserna i föregångaren Call of Duty: Modern Warfare, och kretsar kring en grupp soldater från organisationen "Task Force 141" som skickas ut i strid för att hindra spelets antagonister från att avfyra missiler. Huvudpersonerna är kapten Price, John "Soap" MacTavish, Simon "Ghost" Riley, Kyle "Gaz" Garrick och Alejandro Vargas.

## Utveckling
Spelet utannonserades i februari 2022 av spelutgivaren Activsion, tillsammans med en uppdaterad version av Call of Duty: Warzone med titeln Warzone 2.0. En trailer för spelet visades i juni 2022. Samma månad visades en video med en av spelets nivåer av kampanjläget.

## Lansering
Call of Duty: Modern Warfare II släpptes den 28 oktober 2022 i två olika utgåvor. Den som förhandsbokade fick tillgång till en betaversion av spelets multiplayerläge. Spelets kampanjläge blev tillgänglig en vecka innan spelets lansering till spelare som förhandsbokade spelets digitala utgåva.

## Mottagande
Call of Duty: Modern Warfare II mottogs av positiva recension er från kritiker enligt webbplatsen Metacritic.
Gamespot hyllade spelets kampanjläge men kritiserade spelets vapensystem i  multiplayerläget.

## Fotnoter
1. ↑  Ytterlligare arbete utfördes av Treyarch, Sledgehammer Games, Raven Software, Toys for Bob, Beenox, Demonware, High Moon Studios, Digital Legends Entertainment, Solid State Studios och Activision Shanghai.